# Boldog Gertrúd
Boldog Gertrúd (Wartburg, 1227. szeptember 29. – Altenberg, 1297. augusztus 13.) Árpád-házi Szent Erzsébet és IV. Lajos türingiai tartománygróf legkisebb lánya, apátnő.

## Élete
Özvegy édesanyja a Wetzlar melletti Altenberg premontrei apácáinál neveltette. A kolostort soha nem hagyta el, fogadalmas apáca, majd 1248-ban apátnő lett. Akárcsak szent életű édesanyja, ő is házat építtetett a zárda mellett a szegények és betegek gondozására. Aszketikus életet élt, a nővérek szerint prófétált is. VI. Kelemen pápa 1311-ben engedélyezte helyi tiszteletét. Rendje augusztus 13-án tartja ünnepét.